# Alfred Frenzel
Alfred Frenzel (* 18. September 1899 in Josefsthal, Königreich Böhmen, Österreich-Ungarn; † 18. Juli 1968 in Liberec, Tschechoslowakei) war ein deutschböhmischer Politiker (SPD). Er war Abgeordneter des Bayerischen Landtags und anschließend ab 1953 Bundestagsabgeordneter. Am 28. Oktober 1960 wurde er als Spion Anna der tschechoslowakischen Staatssicherheitsbehörde StB enttarnt und verhaftet. Daraufhin legte er sein Bundestagsmandat nieder. Er wurde 1961 zu 15 Jahren Zuchthaus verurteilt, aber Ende 1966 im Zuge eines Gefangenenaustauschs in die Tschechoslowakei ausgewiesen.

## Leben
Frenzel stammte aus Nordböhmen und gehörte dort zur deutschen Minderheit. Seine ersten Jahre verbrachte er in einem Waisenhaus, da seine Mutter bei seiner Geburt starb und sein Vater ebenfalls binnen kurzem starb. Er wurde dann in die Familie eines Glaswarenfabrikanten aufgenommen. Nach Schulentlassung im Jahr 1913 absolvierte er eine Bäcker- und Konditorlehre in Reichenberg. Zur österreichisch-ungarischen Armee wurde er aufgrund eines Leidens nicht eingezogen, musste aber 1921 in der 1918 gegründeten Tschechoslowakischen Armee ein Jahr als Sanitätssoldat dienen. Ende 1921 nahm er eine Stelle als Hilfsarbeiter in der Glashütte in Josefsthal an und arbeitete dort bis 1930 als Schürer und Schmelzer. Ab 1925 arbeitete er zeitweise als Handelsvertreter für ein Sanitätswarengeschäft. Grund war ein Streik in der Glashütte, der ihn für diese Zeit arbeitslos machte. In dieser Zeit war er auch wegen eines Rauschgiftvergehens für 14 Tage im Arrest. Frenzel trat 1921 in die deutsche Abteilung der Kommunistischen Partei der Tschechoslowakei ein, heiratete 1922 und war ab 1930 eine Zeit lang Filialleiter einer kommunistischen Konsumgenossenschaft in Karlsbad, später wurde er auch Filialleiter in Böhmisch Wiesenthal. Als er 1932 in die Genossenschaftszentrale versetzt werden sollte, wurde ein Manko von etwa 2000 Kronen festgestellt, welches er durch Falschbuchungen in der anderen Filiale zu vertuschen suchte. Frenzel kündigte wegen dieser Unregelmäßigkeiten sowohl seine Position als auch die Mitgliedschaft in der kommunistischen Partei, womit er seinem Ausschluss zuvorkam. Er schloss sich anschließend der Deutschen Sozialdemokratischen Arbeiterpartei in der Tschechoslowakischen Republik (DSAP) an, wo er dem Bezirksvorstand für Reichenberg angehörte und weitere ehrenamtliche Aufgaben übernahm. Im Jahr 1934 wurde er als Inserentenwerber Angestellter der Partei und blieb dies bis 1938, als er kurz vor der Annexion durch Deutschland über Prag nach Großbritannien auswanderte. Während des Zweiten Weltkrieges diente er in einer tschechischen Auslands-Einheit als Sanitäter und wurde später im Range eines Sergeant Leiter einer Offiziersküche der Royal Air Force. Er war Mitglied der Treugemeinschaft sudetendeutscher Sozialdemokraten und hatte Kontakte zu tschechoslowakischen Exilstellen. Nach dem Krieg war er ab August 1945 Leiter einer Aussiedlungsstelle für ehemalige DSAP-Mitglieder und siedelte im Dezember 1946 nach Bayern über, zunächst nach Schwabmünchen, später nach Klosterlechfeld.

## Politik in der Nachkriegszeit
Frenzel war seit 1946 Mitglied der SPD. Er erreichte bei der amerikanischen Besatzungsmacht auf dem ehemaligen Fliegerhorst die Freigabe eines Lagers für Heimatvertriebene. Zugleich kümmerte er sich um die Bildung von Genossenschaften, um diesen Vertriebenen Arbeit zu verschaffen. 1948 wurde er zum Leiter dieses Lagers und zunächst Mitglied im Kreistag des Landkreises Schwabmünchen. Von 1950 bis 1954 war er Abgeordneter des Bayerischen Landtags und Mitglied des Fraktionsvorstands. Außerdem war er stellvertretender Vorsitzender des SPD-Bezirks Südbayern. Später war er stellvertretender Vorsitzender des Sicherheitsausschusses im SPD-Vorstand. Bei der Bundestagswahl am 6. September 1953 wurde er erstmals in den Deutschen Bundestag gewählt. Im davor stattgefundenen Wahlkampf hielt ihm der Kandidat des GB/BHE, Georg Spandel, im Kampf um die Stimmen der Heimatvertriebenen seine Vergangenheit (KP-Mitgliedschaft und kriminelle Machenschaften) öffentlich vor. Frenzel verklagte den Konkurrenten bezüglich der Straftaten wegen übler Nachrede und leistete zu diesem Zweck vor Gericht einen Meineid, dessentwegen er den Prozess gewann und der 77-jährige Spandel ins Gefängnis musste. Frenzel zog über die Landesliste der SPD Bayern ins Bundesparlament ein. Er gehörte zunächst von 1953 bis 1956 als ordentliches Mitglied dem Ausschuss für Außenhandelsfragen an und war zudem in seiner ersten Wahlperiode Mitglied im Ausschuss für Post- und Fernmeldewesen. Ab März 1954 war er Mitglied des Ausschusses für Wiedergutmachung, dem er ebenfalls nach der Bundestagswahl 1957, bei der er erneut über die Landesliste MdB wurde, weiter angehörte. Ab 1957 war er im Verteidigungsausschuss und im Februar 1958 übernahm er von Otto Heinrich Greve den Vorsitz des Ausschusses für Wiedergutmachung.

## Landesverrat
Mit dem Wissen um sein Vorleben und den Meineid vor Gericht wurde er seit 1956 vom tschechoslowakischen Geheimdienst zur nachrichtendienstlichen Zusammenarbeit erpresst, nachdem er sich selbst an die tschechoslowakische Militärmission in der Bundesrepublik gewandt hatte, um seiner Frau eine Reise zu ihrer Tochter nach Prag zu ermöglichen. Frenzel spielte dem Nachrichtendienst teils stark geheimschutzbedürftige Unterlagen des Bundestages zur Kopie zu und gab diese nach einer gewissen Zeit in den Dienstbetrieb zurück. Ende 1959 kam sein Führungsoffizier sogar in Frenzels Büro im Bundeshaus und bediente sich an den laufenden Vorgängen auf dessen Schreibtisch. Am 28. Oktober 1960 wurde Frenzel enttarnt und festgenommen, dies wurde am 30. Oktober 1960 bekanntgegeben. Er hatte unter anderem Informationen über die Bundeswehr und die NATO sowie sämtliche Details des Haushaltsplans 1961 preisgegeben. Er legte am 4. November 1960 sein Bundestagsmandat und den Vorsitz des Ausschusses nieder. Sein Nachfolger in diesem Amt wurde Gerhard Jahn, im Bundestag rückte für ihn Hans Lautenschlager nach. Wegen seiner Agententätigkeit wurde er am 31. Oktober 1960 zudem aus der SPD ausgeschlossen. Am 28. April 1961 verurteilte ihn der Bundesgerichtshof unter Vorsitz von Heinrich Jagusch zu 15 Jahren Zuchthaus wegen Landesverrats, außerdem wurden ihm für zehn Jahre die bürgerlichen Ehrenrechte aberkannt. Er war im Zuchthaus Straubing inhaftiert und wurde im Dezember 1966 ausgetauscht. Frenzel wurde zu diesem Zweck von Bundespräsident Heinrich Lübke begnadigt und nahm vor der Freilassung die tschechoslowakische Staatsbürgerschaft an, da Deutsche nicht in das Ausland ausgeliefert werden durften.
Frenzel wurde 1967 in der Tschechoslowakei mit der Medaille „Für Tapferkeit“ ausgezeichnet.
Frenzel verbrachte die letzten eineinhalb Jahre seines Lebens als Staatspensionär in Liberec.

## Ehrungen
- 1952: Verdienstkreuz am Bande der Bundesrepublik Deutschland
- 1967: Medaile Za hrdinství (Vorgänger der heutigen Medaille für Heldentum (Tschechien))